# Monnina chimborazeana
Monnina chimborazeana là một loài thực vật thuộc họ Polygalaceae. Đây là loài đặc hữu của Ecuador.